# Xã Nash, Quận Nelson, Bắc Dakota
Xã Nash (tiếng Anh: Nash Township) là một xã thuộc quận Nelson, tiểu bang Bắc Dakota, Hoa Kỳ. Năm 2010, dân số của xã này là 53 người.